# 까담파
까담파는 티베트 불교의 한 종파이다. 아티샤의 직계 종파이며, 까담은 부처의 뜻을 가르친다는 의미이다. 1056년에 좀된 개이중내가 라쩽 사원을 세운 것에서 유래했다. 아티샤의 가르침에 충실하여, 먼저 소승불교를 배운 뒤 대승불교를 배운다. 또한 높은 법력을 지닌 승려만 밀교 수행을 허락한다. 경전 공부와 계율 준수를 강조했기 때문에 사캬파처럼 타락하지 않았다. 창시 이후 350년 동안 티베트 역사에 별다른 영향력을 발휘하지 못하다가 종카빠가 등장함으로써 발전한다.